# Serge Plume
Serge Plume (* 13. August 1967 in Ronse) ist ein belgischer Jazztrompeter und Flügelhornist, der europaweit als Lead-Trompeter aufgetreten ist.

## Leben und Wirken
Plume studierte zunächst klassische Trompete am Konservatorium in Gent, um seine Studien 1990 im Jazzstudiengang des Konservatoriums Hilversum bei Ack van Rooyen zu beenden. Bereits im Alter von 18 Jahren trat er im BRT-Jazz Orchestra bzw. der BRT-Big Band auf; auch spielte er in der von Michel Herr geleiteten Act Big Band (Album Extremes) und zahlreichen Jazzcombos.
Plume arbeitete dann bei den niederländischen Skymasters und bei der SWR Big Band. Gemeinsam mit Frank Vaganée und Marc Godfroid gründete er 1992 das Brussels Jazz Orchestra, mit dem er an zahlreichen Produktionen und Veröffentlichungen beteiligt war. Weiterhin gehörte er zum Orchestre National de Jazz, als dieses Mitte der 1990er Jahre von Laurent Cugny geleitet wurde (und ist an der CD Merci, merci, merci, Verve 1997) beteiligt. Zwei Jahre lang war er Mitglied in der Band von Hazy Osterwald; auch trat er mit dem Kings of Swing Orchestra auf. Als Studiomusiker ist er mit den Jay Horns aktiv, mit denen er  beispielsweise Jamie Cullum, the Four Tops,  the Temptations, Lionel Richie, Al Jarreau, Kid Creole and the Coconuts, Michel Legrand und Madeline Bell begleitete. Weiterhin arbeitete er mit Quincy Jones, Al Jarreau, Toots Thielemans, der RTL-Big Band, der WDR Big Band Köln, Viktor Lazlo, Caterina Valente und Marc Matthys zusammen. Der Diskograph Tom Lord listet ihn auf 24 Aufnahmen im Bereich des Jazz zwischen 1982 und 2012.
Zudem war er als Lehrer an den Konservatorien von Gent und Antwerpen (1991–1997) und am Lemmens Instituut in Löwen (2001–2003) tätig.